# Pomfret (U-Boot)
Die USS Pomfret (SS-391) war ein U-Boot der Balao-Klasse der United States Navy. Das Boot war nach den auch als Pomfret bezeichneten Seebrassen benannt, die kräftige und schnelle Schwimmer sind und in größeren Tiefen leben.

## Geschichte

### Bau und Indienststellung
Die USS Pomfret wurde am 14. Juli 1943 im Portsmouth Naval Shipyard in Kittery, Maine, auf Kiel gelegt. Der Stapellauf erfolgte am 27. Oktober 1943. Das U-Boot wurde am 19. Februar 1944 in Dienst gestellt.

### Einsatz im Zweiten Weltkrieg
Nach einer Trainingsphase im Jahr 1944 wurde das U-Boot im Pazifischen Ozean eingesetzt. Es kam am 1. Juni 1944 in Pearl Harbor an und lief von dort am 23. Juni zu einer Patrouillenfahrt entlang der Ostküste von Kyūshū und der Meerenge von Bungo aus. Am 6. Juli wurde es von japanischen Flugzeugen angegriffen, konnte jedoch entkommen. Am 12. Juli ließ es ein japanisches Lazarettschiff unbehelligt passieren. Nach einem versuchten Angriff auf ein Schlachtschiff erreichte es schließlich am 16. August die Midwayinseln.
Am 10. September 1944 lief das Boot zu einer weiteren Patrouillenfahrt in der Luzonstraße und dem Südchinesischen Meer aus. Am 26. September entdeckte es zwei feindliche Schlachtschiffe, deren Geschwindigkeit und die Anwesenheit eines feindlichen U-Bootes verhinderten jedoch einen Angriff.
Am 2. Oktober 1944 versenkte die Pomfret das als Truppentransporter genutzte japanische Kombischiff Tsuyama Maru. Anschließend lief sie nach Saipan und legte am 12. Oktober in Tanapag Harbor an.
Nach einer Überholungs- und Trainingseinheit lief die Pomfret erneut in Richtung des Südchinesischen Meeres aus und griff hier im November 1944 zusammen mit weiteren US-amerikanischen U-Booten die japanischen Schiffe Atlas Maru, Hamburg Maru und Shōhō Maru sowie das japanische Patrouillenboot Nr. 38 an, von denen einige versenkt wurden. Anschließend lief sie über die Midwayinseln zurück nach Pearl Harbor.
Am 25. Januar 1945 begann die Pomfret ihre vierte Patrouillenfahrt. Ihre Aufgabe war, zusammen mit weiteren U-Booten einen geplanten Angriff mit einem Flugzeugträger-Verband auf die Gegend zwischen Tokio und Nagoya vorzubereiten. Bei der Patrouillenfahrt wurden jedoch keine japanischen Boote entdeckt. Die Pomfret verließ das Seegebiet vor der japanischen Hauptinsel Honshū daraufhin in Richtung Süden. Am 16. und am 17. Februar konnten jeweils mithilfe des U-Bootes in Not geratene Piloten der Flugzeugträger Hornet und Cabot gerettet werden, außerdem wurden am 17. Februar zwei Gefangene gemacht. Einem Angriff durch einen japanischen Zerstörer am 10. März entkam das U-Boot. Es verließ die Gegend daraufhin am 23. März und kam am 30. März auf den Midwayinseln an.
Am 26. April 1945 lief das U-Boot wieder in Richtung Japan aus. Es erreichte sein Einsatzgebiet im Bereich der Kurilen und des Ochotskischen Meeres am 5. Mai. Bei einer Feindberührung am 26. Mai wurden vom U-Boot Torpedos abgefeuert, ohne einen Treffer zu erzielen. Die Pomfret kehrte am 7. Juni auf die Midwayinseln zurück.
Am 2. Juli 1945 lief das Boot zu seiner sechsten Patrouillenfahrt aus. Nach Rettungsmissionen südlich von Honshū, fuhr es Patrouillen im Ostchinesischen Meer. Ab dem 19. Juli zerstörte es insgesamt 44 Treibminen. Am 24. Juli beschoss das U-Boot den Kuskaki-Jima-Leuchtturm und dort befindliche Funkeinrichtungen und zerstörte am 26. Juli eine dreimastige Dschunke und einen kleinen Schoner. Am 8. August rettete es die komplette fünfköpfige Besatzung eines B-25-Bombers. Bis zum Ende der Kriegshandlungen am 15. August beschoss das U-Boot weiter kleine Schiffe in der Gegend und nahm japanische und koreanische Überlebende an Bord. Am 16. August machte sich das Boot auf den Weg in Richtung Guam. Am 9. September erreichte es San Francisco.

### Nachkriegsnutzung
Die Pomfret wurde nach dem Zweiten Weltkrieg im Mare Island Naval Shipyard instand gesetzt. Am 2. Januar 1946 lief sie nach Guam aus, wo sie am 22. Januar eintraf. Von hier fuhr sie zur Subic-Bucht auf den Philippinen und weiter nach Qingdao in der Volksrepublik China. Hier diente sie sechs Wochen als Zielschiff für die U-Jagd. Am 18. Mai kehrte sie in ihren neuen Stützpunkt in Pearl Harbor zurück. In den folgenden drei Jahren wurden mit dem Boot zwei Fahrten im westlichen Pazifik unternommen, von April bis August 1947 sowie von Dezember 1948 bis April 1949.
Der spätere US-amerikanische Präsident Jimmy Carter diente vom 17. Dezember 1948 bis zum 1. Februar 1951 an Bord des U-Bootes. Während dieser Zeit war das Boot unter anderem in Seegebieten vor der japanischen und der chinesischen Küste eingesetzt. Carter war der einzige US-Präsident, der an Bord eines U-Bootes gedient hatte.
Im Jahr 1950 kam die Pomfret nach San Diego und wurde in der Folge bis Februar 1951 vor der Westküste der Vereinigten Staaten eingesetzt. Bis September 1951 beteiligte sie sich am Koreakrieg und wurde anschließend wieder nach San Diego verlegt. Im April 1952 wurde das Boot außer Dienst gestellt und anschließend auf dem Mare Island Naval Shipyard für das Greater Underwater Propulsion Power Program umgebaut. Am 5. Dezember 1952 wurde es wieder in Dienst gestellt und in den folgenden Jahren überwiegend in den Küstengewässern vor San Diego bzw. im westlichen Pazifik eingesetzt.
Am 7. Juli 1967 machte sich das Boot auf den Weg nach Fernost, wo es unter anderem für U-Jagd-Übungen im Golf von Tonkin vor Vietnam eingesetzt wurde. Am 23. Januar 1968 kehrte es nach San Diego zurück und wurde anschließend überwiegend für Übungen vor San Diego genutzt. Am 1. Juli 1971 wurde das U-Boot bei der United States Navy außer Dienst gestellt.

### Einsatz als TCGOruçreis(S 337) bei der türkischen Marine
Das U-Boot wurde 1971 an die türkische Marine abgegeben. Nach drei Trainingsmonaten, während denen das Boot noch in San Diego stationiert war, wurde es nach dem osmanischen Korsar in TCG Oruçreis (S 337) umbenannt. Mit neuer Besatzung fuhr das U-Boot nach Philadelphia zur Überholung im Philadelphia Naval Shipyard. Anschließend nahm es vom 27. Februar bis zum 22. März 1972 an U-Jagd-Übungen vor Key West, Florida, teil. Von der türkischen Marine übernommen und aus dem US-amerikanischen Flottenregister gestrichen wurde das Boot schließlich am 1. August 1973. Die türkische Marine nutzte das U-Boot bis 1987.